# Botngård
Botngård is een plaats in de Noorse gemeente Bjugn, provincie Trøndelag. Botngård telt 1126 inwoners (2007) en heeft een oppervlakte van 1,09 km².